# NGC 3062
NGC 3062 je galaksija u zviježđu Sekstantu.

## Vanjske poveznice
- SEDS: NGC 3062